# Paul Samuel Boyer
Pour les articles homonymes, voir Boyer.
Cet article possède un paronyme, voir Paul Boyer.
Paul Samuel Boyer, né le 2 août 1935 et mort le 17 mars 2012,, est un historien américain de la culture, intellectuel (Ph.D., université Harvard, 1966), professeur d'histoire émérite Merle Curti et ancien directeur (1993-2001) de l'Institut de recherche en sciences humaines de l'université de Wisconsin – Madison. Il est professeur invité à UCLA, à la Northwestern University et à William & Mary ; reçoit des bourses de la Fondation Guggenheim et de la Fondation Rockefeller ; et est un membre élu de l'Académie américaine des arts et des sciences, de la Society of American Historians et de la American Antiquarian Society.

## Biographie
Paul Samuel Boyer naît en 1935 à Dayton, Ohio, de Clarence et Ethel Boyer; il a deux frères aînés, Ernest L. Boyer (en) et William Boyer. La famille était active dans la Brethren in Christ Church, une ramification des mennonites,. En 1962, il épouse Ann Talbot, de Baltimore, dans le Maryland. Il obtient son doctorat en histoire américaine de l'université Harvard. Avant d'être invité à l'université du Wisconsin en 1980, il enseigne à l'université du Massachusetts-Amherst de 1967 à 1980. Après il  devient rédacteur en chef de U.W. Press et coauteur de plusieurs manuels universitaires. Paul Samuel Boyer meurt le 17 mars 2012 après trois mois de lutte contre un cancer au Agrace Hospicecare.

## Historiographie
Boyer, qui a grandi dans une famille chrétienne conservatrice, était un  pacifiste et objecteur de conscience,. Il s'est spécialisé dans l'histoire religieuse et morale du peuple américain depuis l'époque des procès des sorcières de Salem dans les années 1690, en passant par les efforts protestants  pour réformer la société au XIXe et au début du XXe siècle jusqu'à l'impact des armes nucléaires sur la psyché américaine après la seconde guerre mondiale.

## Sélection de publications
- Purity in Print: Book Censorship in America from the Gilded Age to the Computer Age (NY: Charles Scribner's Sons, 1968;  2nd edition with two new chapters, Madison: University of Wisconsin Press, 2002)
- Notable American Women, 1607-1950 (Cambridge: Harvard University Press, 3 vols., 1971). Assistant editor.
- Salem Possessed: The Social Origins of WitchcraftSalem Possessed: The Social Origins of Witchcraft (Cambridge:  Harvard University Press, 1974). Co-author with Stephen Nissenbaum.
  - 1974 Winner of the John H. Dunning Prize of the American Historical Association
  - 1975 Nominated for a National Book Award in the Category History
- The Salem Witchcraft Papers, co-editor with Stephen Nissenbaum (3 vols., NY: Da Capo Press, 1977)
- Urban Masses and Moral Order in America, 1820-1920 (Cambridge: Harvard University Press, 1978)
- By the Bomb's Early Light: American Thought and Culture at the Dawn of the Atomic Age (NY: Pantheon, 1985; 2nd edn. with a new introduction, Chapel Hill: University of North Carolina Press, 1994)
- Reagan as President: Contemporary Views of the Man, His Politics, and His Politicies, edited with an introduction by Paul Boyer (Chicago, Ivan R. Dee, 1990).
- When Time Shall Be No More: Prophecy Belief in Modern American Culture (Cambridge: Harvard University Press, 1992)
- Fallout: A Historian Reflects on America's Half-Century Encounter With Nuclear Weapons (Columbus: Ohio State University Press, 1998)
- American History: A Very Short Introduction (Oxford: Oxford University Press, 2012)
- The Oxford Encyclopedia of American Cultural and Intellectual History, co-authored with Joan Shelley Rubin and Scott E. Casper (Oxford University Press, 2013;  (ISBN 9780199764358))